# Kőlyuk
A Kőlyuk egy homokkőbarlang, amely a Cserhát hegység keleti részén helyezkedik el. Turisztikai célra kiépített látnivaló. Az izgalmas úton megközelíthető barlang szabadon látogatható.

## Leírás
A Kishartyán külterületén lévő Kőlyuk-tető domboldalában, 15–20 m magas, délre néző homokkő sziklafal felső harmadában van a lezáratlan barlang három bejárata (egy középső helyzetű bejárata, és két, kétoldali helyzetű ablaka). A település belterületétől délre mintegy 500 m-re található. A gépkocsival is megközelíthető barlang könnyű sétával, homokkőbe vájt és korláttal biztosított, felfelé vezető lépcsősor segítségével elérhető. Megközelíteni a településből délre tartó műút felől érdemes. A bejárat alatt van egy turistapihenő asztalokkal és padokkal. Az 1. bejárat 7,3 m széles, 2,5 m magas, átalakított jellegű, ovális alakú és vízszintes tengelyirányú. A 2. bejárat 1,8 m széles, 1,12 m magas, átalakított jellegű, ovális alakú és vízszintes tengelyirányú. A 3. bejárat 1,14 m széles, 1,65 m magas, átalakított jellegű, ovális alakú és vízszintes tengelyirányú.
A barlang alsó miocén (egri-eggenburgi) homokkőben (Pétervásárai Homokkő Formáció) tektonikus repedés, réteghatár és rétegződés mentén jött létre kifagyásos aprózódás, omlás, mállás, aprózódás (esetleg defláció) és mesterséges beavatkozás hatására. Jelenlegi állapotában inkább mesterséges üregnek tűnik, mintsem természetes képződménynek. Az egyszintes és vízszintes jellegű barlang jellemző szelvénytípusa a négyzetes szelvénytípus. Három-négy kisebb-nagyobb, egymáshoz kapcsolódó szobaszerű térből áll, melyek leginkább négyzetesek. Ezeket egyértelműen ember alakította ki. Az eredeti természetes üregek a bejáratban, ablakokban figyelhetők meg. Azok lekerekített, ovális formái utalnak keletkezésükre.
A helyiek azt mesélik, hogy a szomszédos Karancsságon lakó nagyon gazdag, de nagyon gyáva báró húzódott meg a barlangban a szeretőjével sokáig, mert egy másik báróval nem mert párbajozni. A jobbágyai hordtak nekik ételt éjjelenként. Jól védett, titkos rejtekhelyéről évekkel később csak ellenfele halálhírét hallva merészkedett elő. E történet hitelessége bizonytalan, de az biztos, hogy a völgy kútja felett lévő meredek sziklafalban látható, eredetileg keskeny sziklaeresz jellegű üreget nem céltalanul tágította a régi korok embere bő lakóbarlanggá ezen a pompásan védhető és jól rejtett helyen. Elképzelhető, hogy az őskor embere is használta, de a középkorban már biztos lakott volt. A kényelmesre tágított üreg, amely alatt a völgyben jó kút adott vizet, lehet hogy középkori remete tanyájaként is szolgált. A meredek sziklaoldalban várszerűen fekvő lakóbarlang a tatár- és törökdúláskor bizonyosan menedéket adott a falu népének.
1982-ben volt először Kőlyuknak nevezve a barlang az irodalmában. Előfordul a barlang az irodalmában Kishartyáni Kőlyuk (Eszterhás 1988), Kő-völgyi-kőlyuk (Szathmári 1982), Kő-völgyi Kőlyuk (Eszterhás 1989), Kő-völgyi Remete-barlang (Eszterhás 1988), Kővölgyi Remete-barlang (Eszterhás 1989), Kő-völgyi-remetebarlang (Eszterhás 1989) és Remete-barlang (Szathmári 1982) neveken is.

## Kutatástörténet
Mocsáry Antal 1826-ban kiadott könyvének Kishartyánt ismertető részében szó van arról, hogy napkelet felé a kősziklás hegyek oldalában most is üregek és régi menedékhelyek vannak, melyekbe a hajdaniak az ellenség gyilkos markából kiszabadulva elrejtőztek. Ezekről a barlangokról azt írta Bél Mátyás, hogy az ő idejében volt közöttük egy olyan, amelyen ajtó és ablak volt.

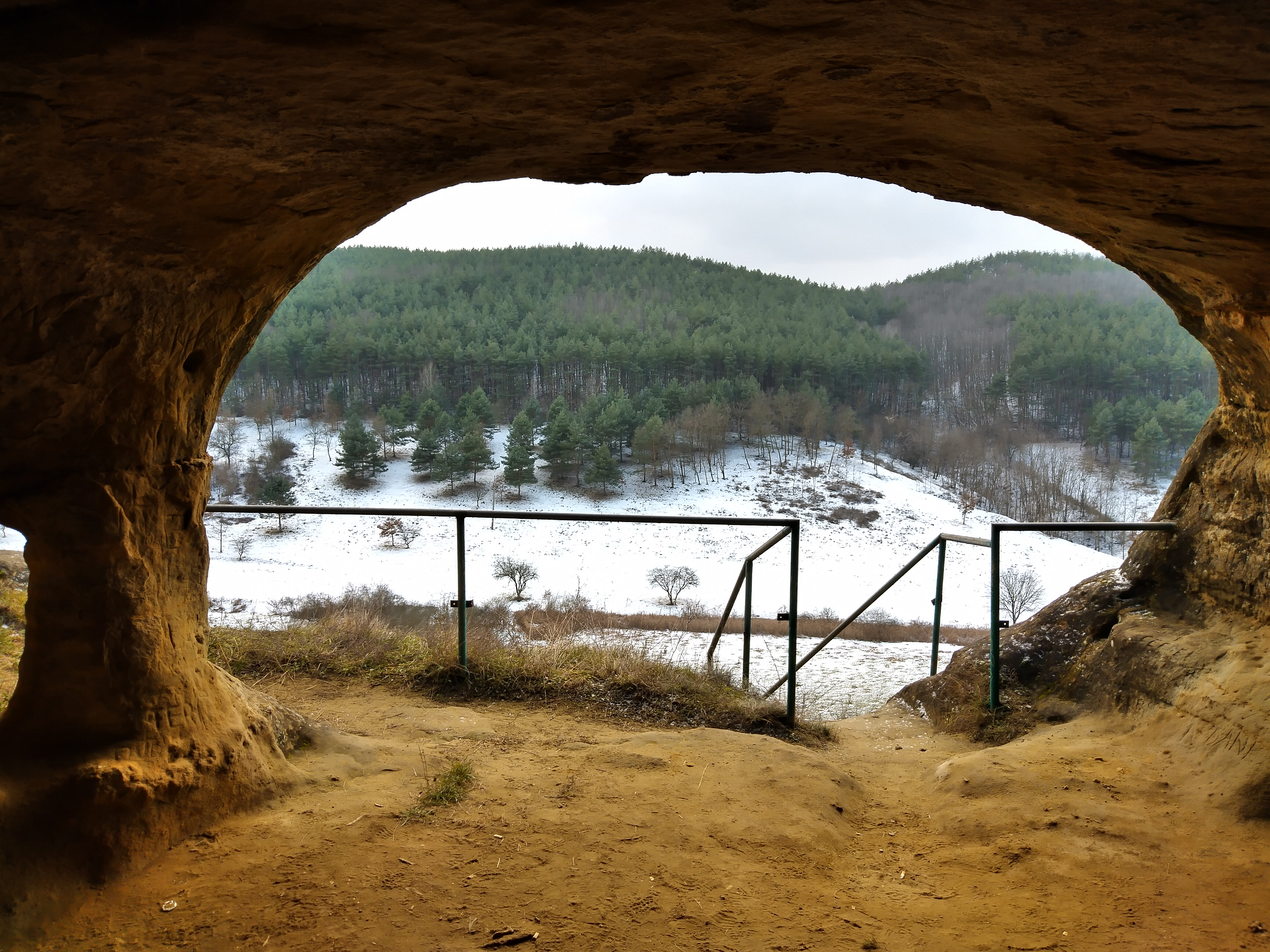
Kilátás a barlangból

Az 1982-ben napvilágot látott útikalauzban az van írva, hogy rendkívül érdekes és emberkéz tágította, nem karsztos barlangot lehet felkeresni a Cserhát keleti peremén, Kishartyán déli szélén, a műúttól keletre nyíló Kő-völgyben. A völgy elején a helyi termelőszövetkezet gémeskútja és két épülete mellett kell elhaladni. Ezután rögtön megpillantható a völgy északi, kopár, sziklás oldalában, a völgytalp felett kb. 30 m magasságból délre néző üreg tág főnyílása és két kisebb ablaka. A helyiek Kőlyuknak, Kő-völgyi-kőlyuknak vagy kő-völgyi Remete-barlangnak nevezik. A barlang természetes ürege oligocén homokkő, valamint homokos agyagmárga vízszintesen települt rétegei között a lazább rétegek kimállása miatt jöhetett létre. Réteglapok közti keskeny sziklaeresz több is megfigyelhető a hegyoldalban. A legnagyobb természetes üreget már az ember tágította több személynek is kényelmes, bő lakóbarlanggá, amelyhez lépcső is készítve lett a keményebb sziklapadok felhasználásával.
Sziklaeresz jellegét a mesterséges tágítás ellenére is megőrizte a barlang. A völgy tengelyével párhuzamosan, 18 m hosszan fekvő üreg két kemény sziklapad között mállott ki. Kb. 2,5–3 m magas, eredetileg 2–3 m-re mélyülhetett be a hegyoldalba. Mesterséges tágítással kiképezett középső terme most 5,5 m-re hatol és ebből nyílik befelé még egy jó m-nyi átmérőjű kemenceszerű kerek fülke. A völgyre tekint le 6 m széles, középen 3 m magas íves bejárata, amelytől Ny-ra 3 m-re kb. 1 m átmérőjű, majdnem kör alakú, a bejárattól keletre 4,5 m-re pedig egy másik, tágabb ablak található.

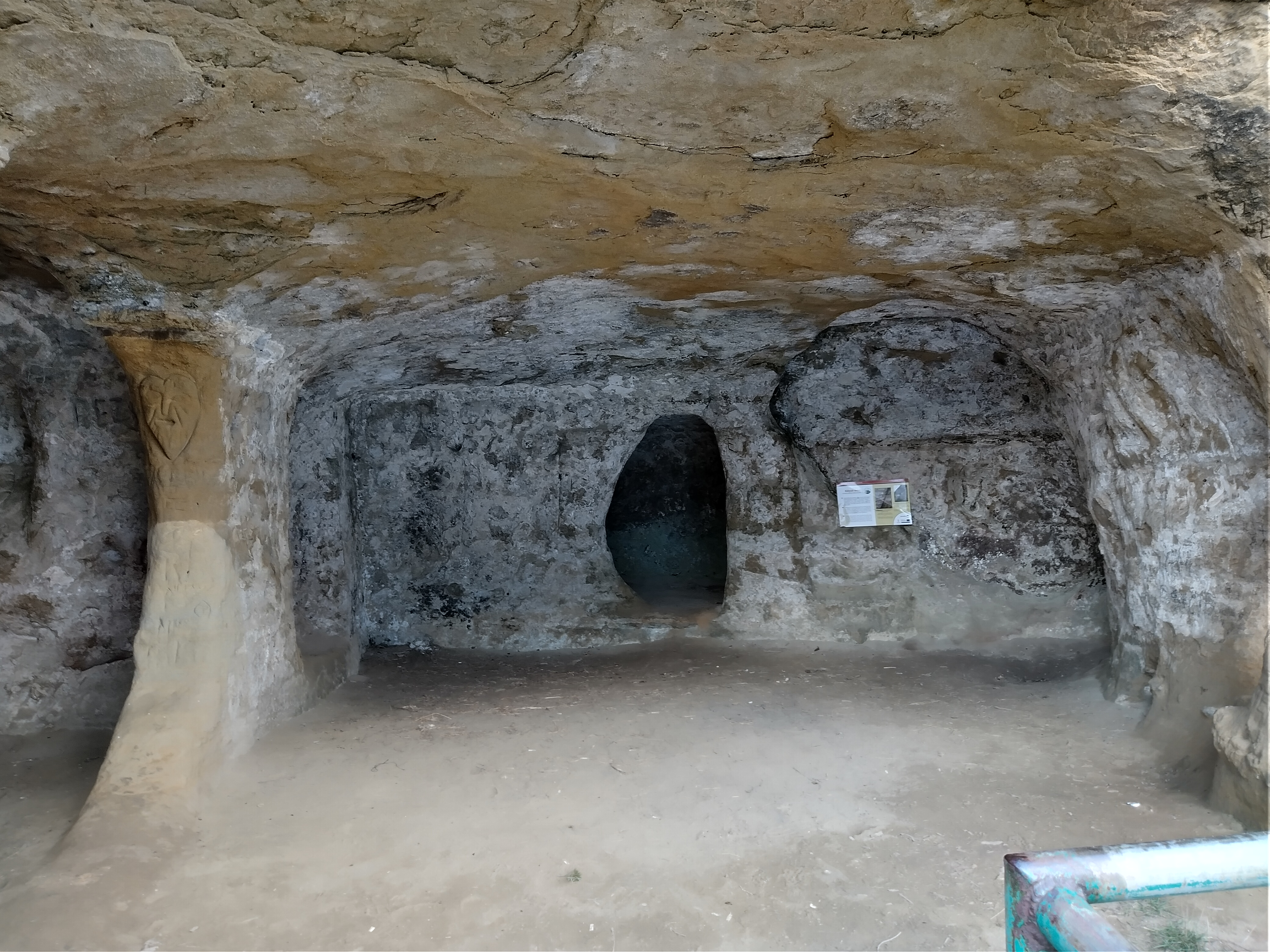
A barlang belseje

Elképzelhető, hogy az őskor embere is használta, de a középkorban már biztos lakott volt. Ezt a szerző által a bejárat alatti hegyoldalban talált korabeli cseréptöredékek igazolják. Hasonló, ember tágította üregsor a Szentkúti-remetebarlangok. A Szentkúti-remetebarlangokhoz hasonlóan a Kő-völgy Remete-barlangja is eleinte minden bizonnyal kis természetes üreg volt, amelyet remeték használtak, bővítettek és alakítottak át. Érdemes megfigyelni a Cserhát hegység barlangjainak nevét is, pl. Kő-völgyi-kőlyuk és Remete-barlangok. A Börzsönyben és a Cserhátban bár kevés a barlang, de mégis a két hegységben három helyen is Remete-barlangnak nevez a nép tanyahelynek alkalmas üregeket. Egyik-másik jelenleg is Remete-barlangnak nevezett üregben tényleg élhetett remete.
1988. augusztus 21-én Eszterhás István felmérte a barlangot, majd a felmérés alapján megrajzolta a barlang 1:200 méretarányú alaprajz térképét két metszettel és helyszínrajzzal. A felmérés alapján a barlang 270 m tszf. magasságban nyílik és 27,5 m hosszú. Az Alba Regia Barlangkutató Csoport 1988. évi évkönyvében lévő, Adatok a Cserhát nemkarsztos barlangjainak ismeretéhez című tanulmányban szó van arról, hogy a Kőlyuk egyéb elnevezései Kishartyáni Kőlyuk, Remete-barlang, Kő-völgyi Remete-barlang és Kő-völgyi Kőlyuk. A barlang az Északi-Cserhátban, a Pilinyi–Etesi-dombságban, a Kishartyán közigazgatási területéhez tartozó Kő-völgyben, a Kerek-hegy DNy-i falában helyezkedik el. Az 5223-as barlangkataszteri területhez tartozik. Megközelíthető Kishartyánból a Sóshartyán felé vezető úton.

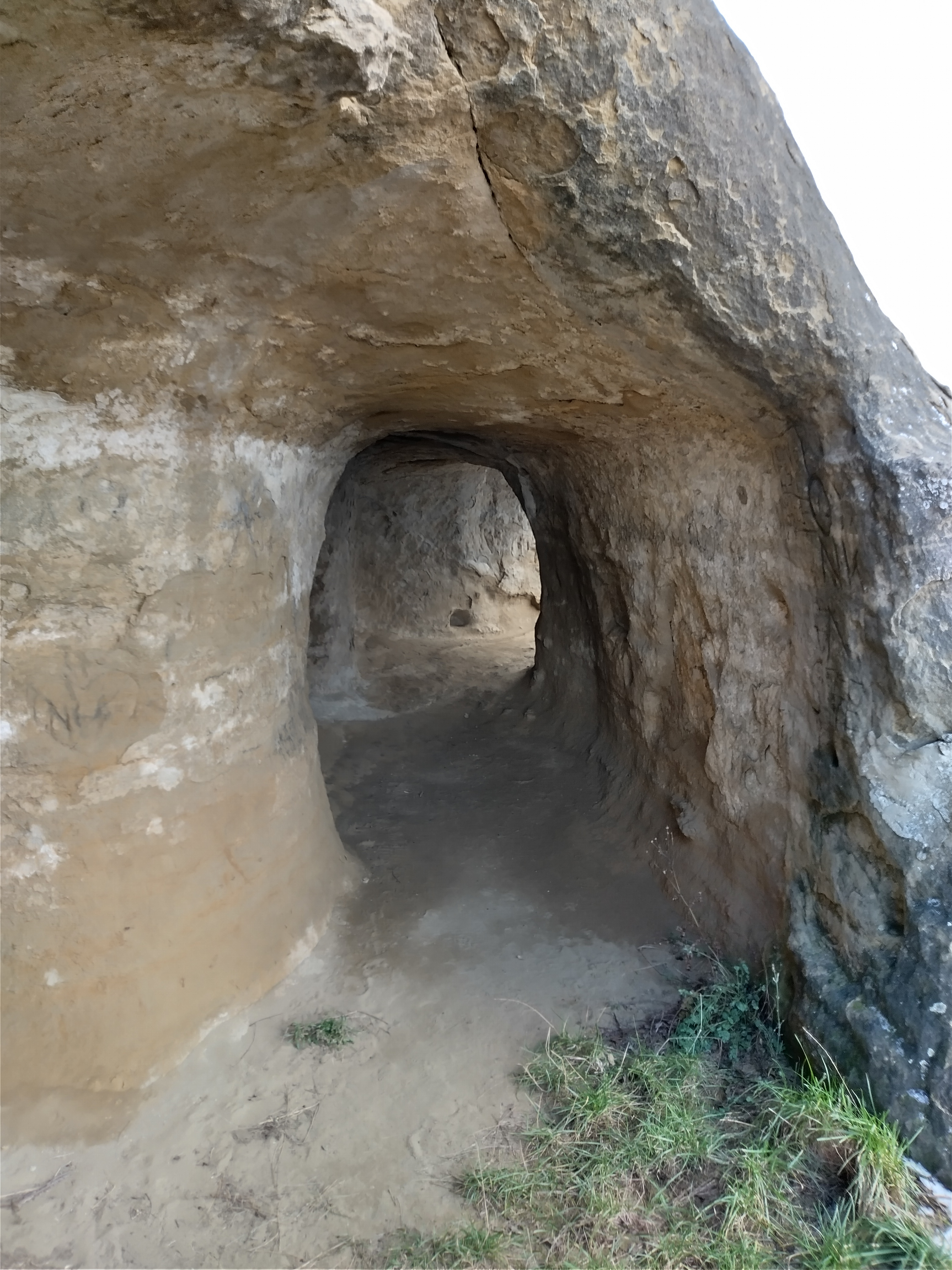
A barlang belsejének részlete

A Kishartyán déli szélén lévő temetőig kell menni, ahol a műútból balra (kelet felé) ágazik el az egynyomsávos aszfaltozott út a Kő-völgybe. A kő-völgyi úton néhány száz m megtétele után érhető el a TSZ állattartó telepe. Ezen túl már nincs az útnak szilárd burkolata. A majorságon keresztül menve nemsokára a Kőlyuk-oldal sziklafalának tövéhez lehet jutni. Itt asztalokkal, padokkal kiépített pihenőhely van. E felett kb. 20 m-rel, 270 m tszf. magasságban helyezkedik el a barlang a majdnem függőleges homokkőfalban. A fal tövétől a barlangig homokkőből faragott és korlátokkal biztosított lépcső vezet. A Kőlyuk-oldal és környéke, benne a barlanggal 12,6 ha-os természetvédelmi terület, amely Nógrád megyére jellemzően mintaszerűen gondozott és tájékoztató táblákkal van ellátva.
Megtekintéséhez nem kell segédeszköz, de a barlangbejárat alatt tábla hívja fel a figyelmet arra, hogy a barlangba 10 éven aluliaknak, tériszonyban, magas vérnyomásban szenvedőknek tilos felmenni. Természetvédelmi és idegenforgalmi nevezetesség, de szerencsére nem nagyon van reklámozva. Ezért kevesebb látogatója, és ezért kevesebb kár éri. A barlang bejárata DNy felé tekint, 7,3 m széles és 3 m magas. Ezen kívül még két ablaka néz a völgyre. A bejárat és a mögötte található csarnok egy része a régi, természetes (deflációs) üreg maradványa, amelyet később az emberek bővítettek, faragtak tovább. A bejárat mögött van a barlang legtágabb része, amely 6×4,8 m alapterületű, átlagosan 2,2 m magas rész. Ennek hátsó falába van mélyítve egy 1,1 m magas fülke.
A csarnokból balra nyílik egy 7,3×2,2 m alapterületű, átlagosan 2,3 m magas terem, a völgy felé néző, 1 m átmérőjű és majdnem kerek ablakkal. Jobb felé egy szélesebb (2 m-es) beugróval 7 m hosszú és 1,1 m széles folyosó lett faragva, amelynek kilyukad a falból a vége. Az eredeti, deflációs barlang méretei ismeretlenek, de nyilván a jelenlegi bejárat mögötti rész lehetett. A barlang genetikája kettős. Eredetileg defláció által vájt üreg. Két, egymástól átlagosan 2–2,3 m-re lévő, majdnem vízszintes, keményebb agyagmárgás réteg közül koptatta ki a szél a lágyabb homokkövet, de nagyon valószínű, hogy kimálással is bővült az üreg. Másrészt a már meglévő természetes üreg lett lakható méretűre bővítve. A barlang termeit, folyosóit szögletesre, embermagasságnak megfelelőre faragták. Több rétegben megfigyelhetők a meszelés nyomai a faragott felület védettebb sarkaiban.
Valószínűleg az üreg remetelakként, vagy kultikus helyként volt használva, de erről megbízható adatot nem sikerült szerezni. A legutóbbi idők karcolásai, vésései két típusba sorolhatók. Több helyen is látható domborított, stilizált szív forma. Ez minden bizonnyal a környékbeliek valamilyen vágyát, vagy annak beteljesedését örökíti meg egy elfogadott rítus és forma szerint. A másik karcolás a különféle közönséges monogram, névbeírás és dátumozás. Ezt egyaránt megteszik a környékiek és a távolabbról jött kirándulók. A barlang száraz, mert mennyezete és a felszín között néhány márgás, vízrekesztő réteg is van. Nagy bejárata és ablakai világossá, napsütésessé teszik. A barlang alatt elhelyezett információs tábla szerint laktak a barlangban a középkorban. A falu lakossága ide menekült a tatárok elől. A kéziratba bekerült az 1988-as térkép. Az évkönyvben látható egy fekete-fehér fénykép, amelyen megfigyelhető a kilátás a barlangból. A fényképet Gönczöl Imre készítette.

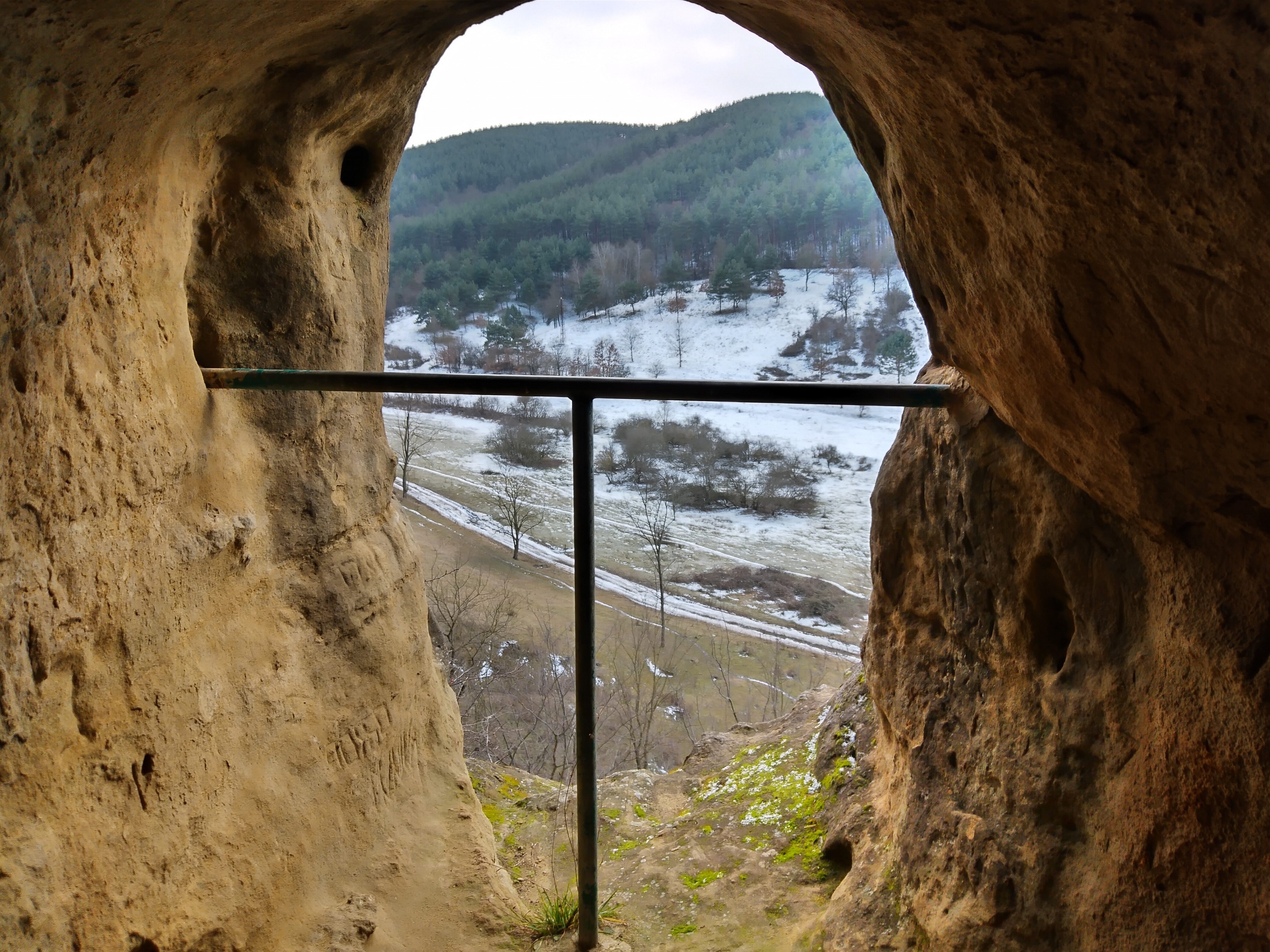
Kilátás a barlang egyik ablakából

Az 1988-ban írt, Magyarország nemkarsztos barlangjai című összeállításban meg van említve, hogy a defláció eresz jellegű barlangokat szolgáltat, mint pl. a Cserhát hegységben lévő és homokkőben kialakult, majd az ember által tovább alakított Kőlyuk. A Karszt és Barlang 1989. évi különszámában publikált, angol nyelvű tanulmányban (The caves of Hungary) közölve lett, hogy a defláció létre tud hozni sziklaereszszerű barlangokat. Ilyen barlang a Cserhát hegységben, Kishartyánon fekvő Kőlyuk. Az üreg homokkőben keletkezett, majd később az ember tágította jelenlegi méretére.
A Fancsik János által szerkesztett, Nógrád megye védett természeti értékei című könyvből (1989) megtudható, hogy Kishartyánban, a kultúrház előtt kell letérni a 22-es útról Nógrádmegyer felé. 1 km után elérhető a település szélén álló templom. Itt rá kell térni a temető D-i oldalán haladó bekötőútra, majd a Kő-völgyben kell tovább haladni. A termelőszövetkezeti major portalanított útja vezet a látnivalóhoz, a Kőlyukoldalhoz. A kb. 300 m hosszú, kb. 30–40 m magas, védelem alatt álló kőzetfal legmeredekebb részébe vágtak egy kis barlangot. A homokkőfalban, minden bizonnyal, egy lazább üledék kimosásával kialakult egy természetes üreg, melyet elődeink mélyítettek tovább. Így jött létre a három osztatú barlang, amely a török- és tatárdúlás idején menedékhelye volt az itt élőknek. Később, és talán közben is, remeteéletet élő szerzetesek lakták, egészen az 1800-as évek végéig.

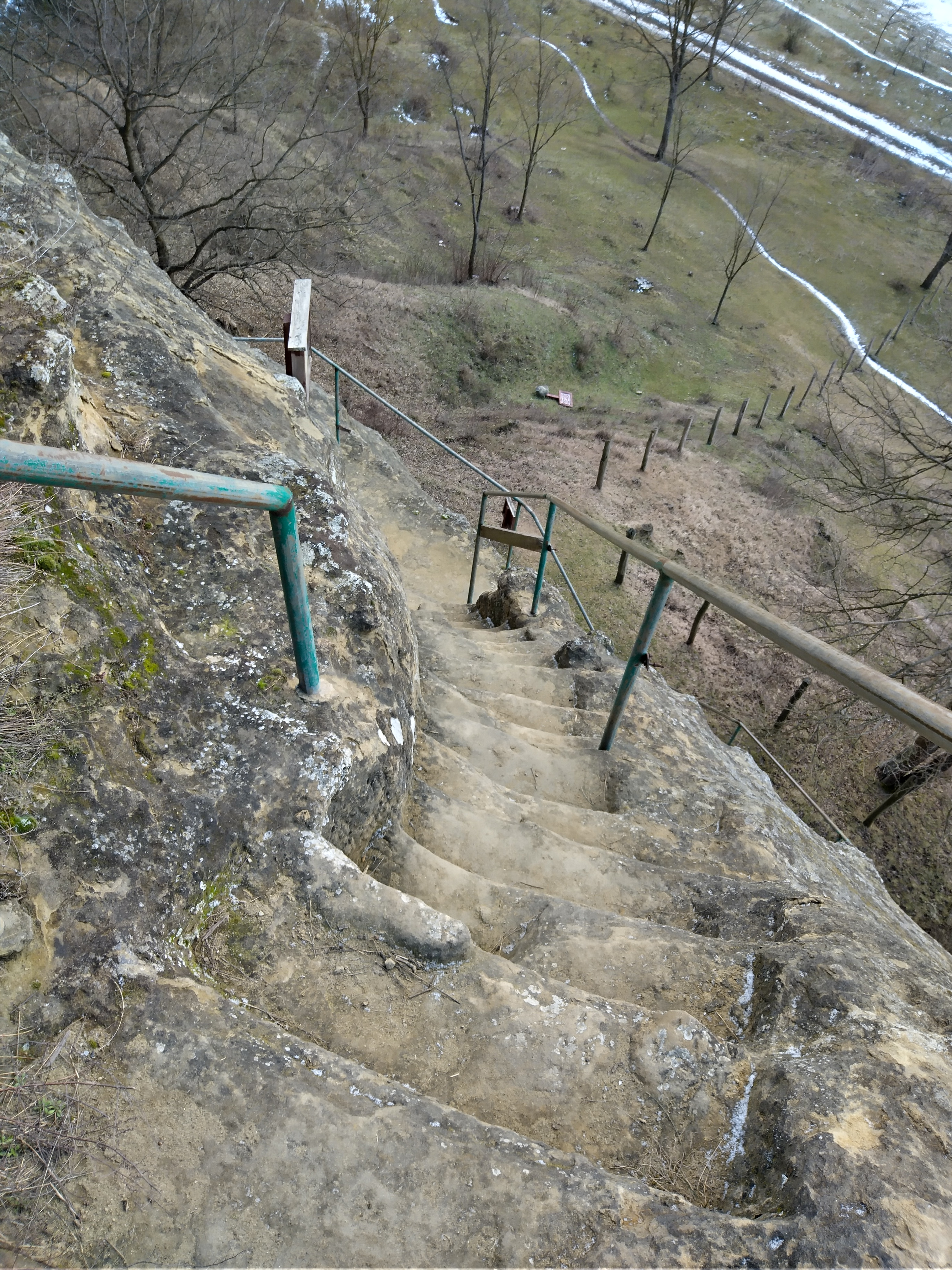
A barlanghoz vezető lépcsősor

A K–Ny irányú barlang majdnem 16–17 m hosszú. D felől teljesen nyitott 6×5 m alapterületű előtere. Valószínűleg ez volt a nappali tartózkodási hely, és itt volt a tűzrakó hely és a tüzelőtároló is. A Ny-ra fekvő, 6 m hosszú, 2 m széles és 2 m magas terem szolgálhatott éjszakai pihenőhelyként. Ez a rész az előtértől korábban ajtóval le volt választva. Megvilágítását, szellőzését a Ny-i végén található ablak biztosította, amely a D-i oldalra tekint. Minden bizonnyal élelmiszer és ivóvíz tárolására használták a K-re elhelyezkedő, 5 m hosszú, kb. 1,5 m magas, kisebb fülkéket rejtő szárnyat. A barlanghoz a kőfalba mélyített lépcsőkön lehetett eljutni. Kapaszkodókkal ellátott feljárón, a csúcs irányába lehetett elhagyni. A rejtekhely (adottsága miatt) jó védelmet nyújtott az ide menekülőknek. A kiadvány fényképmellékletében van egy olyan, színes fénykép (63. kép), amely bemutatja a kőlyukoldal barlangját. A fényképet Fancsik János készítette.
A Rakonczay Zoltán által szerkesztett, 1989-ben kiadott, Ipolytarnóctól Füzérradványig című könyvben szó van arról, hogy Kishartyánból, Nógrádmegyer irányába haladva, lehet eljutni a Kőlyuk-oldalhoz. Hatalmas keresztrétegzett homokkő-feltárulás látszik a 13 hektáros területen. A homokkő az oligocénben, a tengerparti sávban halmozódott fel. A sziklafalban található egy mesterségesen létrehozott barlang. Ez menedékhelyül szolgált a lakosság számára a tatárjárás idején, majd remeteéletet élő szerzetesek lakták, de csak az 1800-as évek végéig. Egy ideig (az 1330. április 17-én történt merényletet követően) bújtatták itt Zách Felicián hozzátartozóit is. A szikla feletti dombtetőn, tavasszal fekete kökörcsin virágzik nagy tömegben. A sziklapárkányokon zuzmók alkotnak színes formákat, a meleg déli oldalakon a pukkanó dudafürt, a sárga len bontogatja szirmait, a homokkő párkányait pedig szinte bekeretezi a varjúháj.
Az Eszterhás István által 1989-ben készített, Magyarország nemkarsztos barlangjainak listája című kéziratban az olvasható, hogy a Cserhát hegységben, az 5223-as barlangkataszteri területen, Kishartyánon lévő Kőlyuknak Kő-völgyi-remetebarlang és Kő-völgyi Kőlyuk a névváltozata. A mesterségesen tágított barlang homokkőben alakult ki, 22 m hosszú és 2 m magas. A Cserhát hegység nem karsztkőzetben keletkezett 9 barlangjának egyike. A listában meg van említve az a Magyarországon, nem karsztkőzetben kialakult, létrehozott 220 objektum (203 barlang és 17 mesterséges üreg), amelyek 1989. év végéig váltak ismertté. Magyarországon 21 barlang keletkezett homokkőben. Az összeállítás szerint Kordos László 1984-ben kiadott barlanglistájában fel van sorolva 119 olyan barlang is, amelyek nem karsztkőzetben jöttek létre.

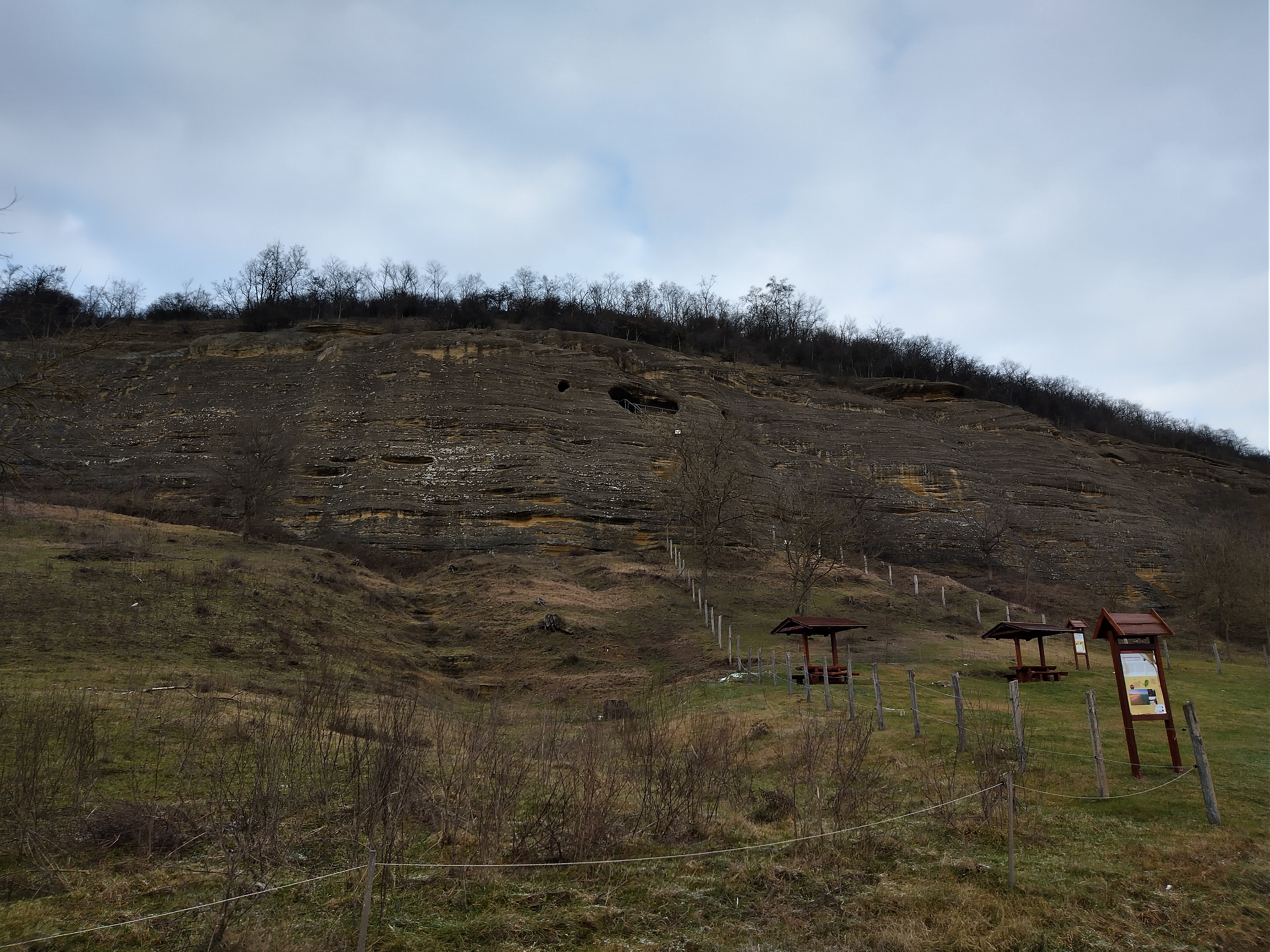
A Kőlyuk bejárata távolról

Az 1989-ben írt, Kiegészítés a Cserhát nemkarsztos barlangjainak ismeretéhez című tanulmányban látható egy helyszínrajz, amelyen a Cserhát nemkarsztos barlangjainak földrajzi elhelyezkedése figyelhető meg. A rajzon látható a Kőlyuk földrajzi elhelyezkedése. A tanulmányban szó van arról, hogy a Cserhát homokkőben keletkezett négy barlangjának egyike a Kőlyuk (Kishartyán). A mesterségesen bővített, 27 m hosszú és 2,5 m magas barlang további nevei Kishartyáni Kőlyuk, Remete-barlang, Kővölgyi Remete-barlang és Kő-völgyi Kőlyuk. Az Eszterhás István által 1992-ben írt lista szerint 1992 decemberében Magyarországon 423, a Cserhát hegységben pedig 14 olyan barlang van, amelyek nem karsztkőzetben alakultak ki. Az üledékes, de nem karsztosodó kőzetben létrejött, Magyarországon található barlangok között a 2. leghosszabb a homokkőben húzódó Kőlyuk (Kishartyán), amely 22 m hosszú és 2 m magas.
Az Eszterhás István által írt, Magyarország nemkarsztos barlangjainak lajstroma című, 1993-ban készült kéziratban meg van említve, hogy a Cserhát hegységben, az 5223-as barlangkataszteri területen, Kishartyánon helyezkedik el a Kőlyuk. A barlang a Cserhát hegység nem karsztkőzetben kialakult 10 barlangja közül az egyik. A homokkőben keletkezett és mesterségesen tágított barlang 22 m hosszú és 2 m magas. A felsorolás szerint Kishartyán két barlangja közül az egyik. Az összeállításban fel van sorolva az a Magyarországon, nem karsztkőzetben kialakult, létrehozott 520 objektum (478 barlang és 42 mesterséges üreg), amelyek 1993 végéig ismertté váltak. Magyarországon 28 barlang, illetve mesterségesen létrehozott, barlangnak nevezett üreg alakult ki, lett kialakítva homokkőben.

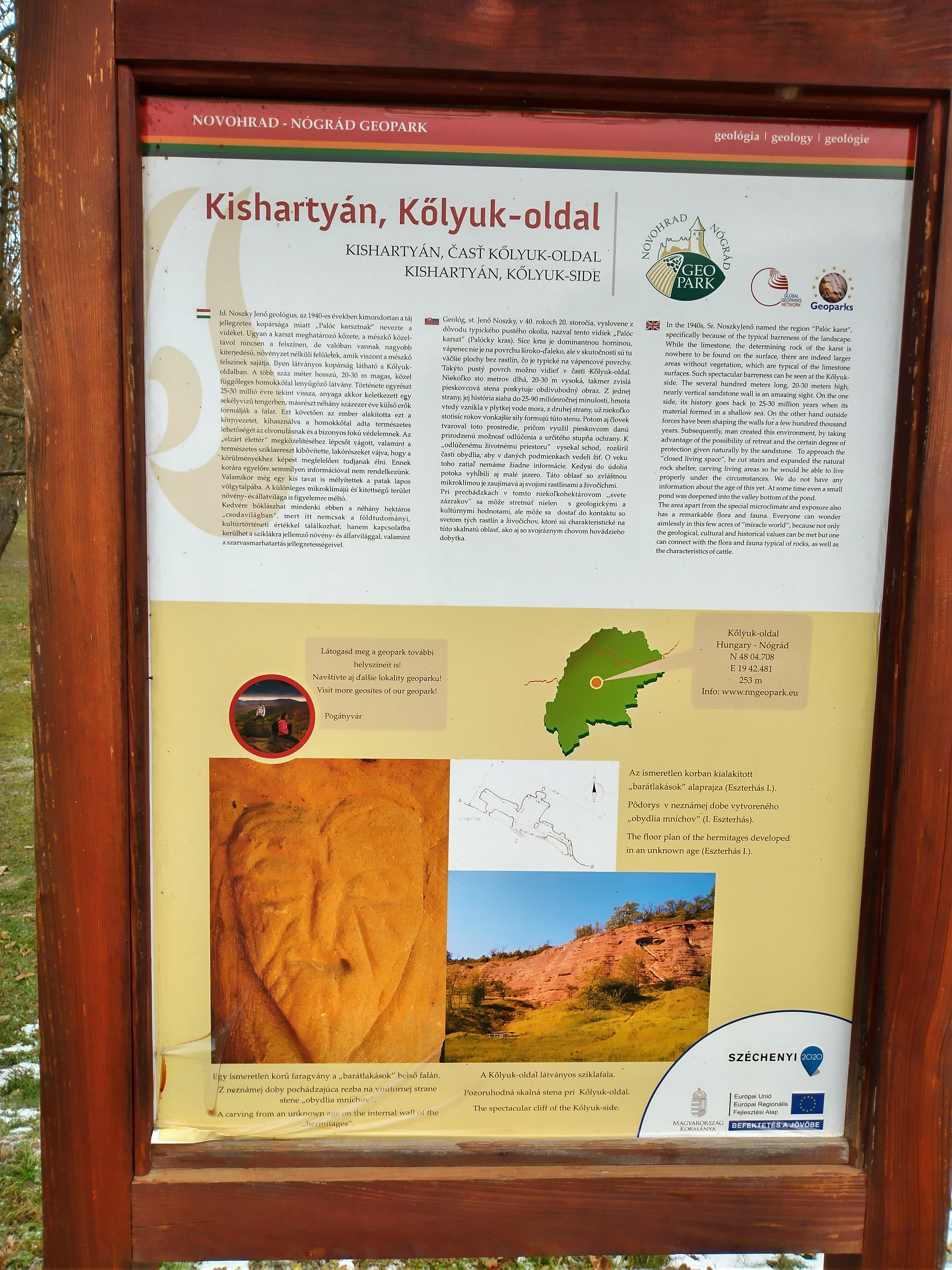
Kőlyuk tájékoztató tábla, Kishartyán

Az 1994-ben megjelent, Lychnis. Szemelvények a vulkáni kőzetekben keletkezett barlangok kutatásáról című kiadvány szerint a Magyarországon lévő olyan barlangok között, amelyek nem karsztosodó, üledékes kőzetben jöttek létre, az 1994. nyári állapot alapján a második leghosszabb a Kőlyuk (Kishartyán). A barlang homokkőben keletkezett, 22 m hosszú és 2 m magas. Magyarországon 489, a Cserhát hegységben pedig 10 barlang található nem karsztkőzetben. Magyarországon 28 barlang alakult ki homokkőben. 1995. március 21-én az MKBT Vulkánszpeleológiai Kollektívája részt vett a Salgótarjánban tartott a szlovákiai Cserhát és a magyarországi Karancs–Medves Tájvédelmi Körzet közös munkaülésén és szakmai kirándulásain. Ez utóbbiak közül az egyik a Kőlyukhoz vezetett, ahol genetikai vita folyt a jelenség keletkezéséről.
1996. október 31-én Magyarország 28. leghosszabb pszeudokarsztos barlangja volt. Magyarországon ekkor 661, a Cserhátban 16 pszeudokarsztos barlang volt ismert. A Vulkáni kőzetek érdekesebb barlangjai az Északi-középhegységben című tanulmányban szó van arról, hogy külön érdekességek a remetebarlangok, amelyek közül a kishartyáni Kőlik 22 m hosszú és egy négyhelyiséges, komfortos üreggé vált. A 2001. november 12-én készült, Magyarország nemkarsztos barlangjainak irodalomjegyzéke című kézirat barlangnévmutatójában szerepel a Kőlyuk. A barlangnévmutatóban fel van sorolva 18 irodalmi mű, amelyek foglalkoznak a barlanggal. A 192. és a 373. tételek nem említik, a 193. és a 372. tételek említik. A barlang 2006. április 12-én írt nyilvántartólapja szerint a Cserhát hegységben, az 5223-as barlangkataszteri területen, Nógrád megyében, Kishartyánon, 244 m tszf. magasságban elhelyezkedő Kőlyuk további nevei Kishartyáni Kőlyuk, Remete-barlang, Kő-völgyi Remete-barlang és Kő-völgyi Kőlyuk. A részletesen felmért barlang 27,5 m hosszú, 2,5 m függőleges kiterjedésű, 2,5 m magas, 0 m mély és 20 m vízszintes kiterjedésű.
Benne (helyi lakók elbeszélései szerint) a falu lakosai kerestek menedéket a tatár elől. Napjainkban is megmaradt látogatottsága, amelyre tűzrakóhely és aránylag sok szemét utal. A falakat sok bevésés és karcolás csúfítja el. A meghatározott időben és módon látogatható barlang könnyen járható. A település szélén lévő temető után közvetlenül induló, kelet felé tartó völgybe behajtva kb. 700 m után fadeszkás kapu zárja le a továbbhaladás útját. A kapu mögötti, egykori természetvédelmi terület magántulajdonban van, kerítés veszi körbe, ezért a barlang megközelítése csak a tulajdonos beleegyezésével lehetséges. A kaputól mérve kb. 200 m után lehet elérni a barlanghoz, illetve a befogadó sziklafal azon részéhez, ahol a barlangot könnyen meg lehet közelíteni.

## További irodalom
- Bél Mátyás: Notitia Hungariae novae historico-geographica. Wiennae, III. 1742. 119. old.
- Eszterhás István: Vulkánszpeleológia. A Magyar Karszt- és Barlangkutató Társulat tanfolyami jegyzete. Budapest, 1994. 49 old.